# Saison 1998-1999 de la LHSPQ
Saison précédente Saison suivante
La saison 1998-1999 est la troisième saison de la Ligue de hockey semi-professionnelle du Québec (souvent désignée par le sigle LHSPQ), ligue de hockey sur glace du Québec. Chacune des treize équipes qui commencent la saison joue trente-six parties. Finalement, le Blizzard de Joliette, nouvelle incarnation du Blizzard de Saint-Gabriel, remporte le titre du champion de la saison régulière mais également la finale des séries et la Coupe Futura.

## Saison régulière
Sur les treize équipes engagées dans la compétition, la dernière équipe de la section Ouest n'est pas qualifiée pour les séries éliminatoires.

### Classement des équipes
Pour les significations des abréviations, voir statistiques du hockey sur glace.
| Équipe                       | PJ | V  | D  | DF | BP  | BC  | Pts |
| ---------------------------- | -- | -- | -- | -- | --- | --- | --- |
| Garga de Saint-Georges       | 36 | 23 | 12 | 1  | 170 | 133 | 47  |
| Coyotes Thetford Mines       | 36 | 21 | 13 | 2  | 151 | 149 | 44  |
| Grand Portneuf de Pont-Rouge | 36 | 20 | 15 | 1  | 178 | 141 | 41  |
| Condors de Jonquière         | 36 | 14 | 19 | 3  | 171 | 207 | 31  |

| Équipe               | PJ | V  | D  | DF | BP  | BC  | Pts |
| -------------------- | -- | -- | -- | -- | --- | --- | --- |
| Nova d'Acton Vale    | 36 | 23 | 8  | 5  | 167 | 119 | 51  |
| Blitz de Granby      | 36 | 16 | 14 | 6  | 178 | 180 | 38  |
| Aztèques d'Asbestos  | 36 | 15 | 17 | 4  | 177 | 176 | 34  |
| Papetiers de Windsor | 36 | 4  | 29 | 3  | 115 | 216 | 11  |

| Équipe                   | PJ | V  | D  | DF | BP  | BC  | Pts |
| ------------------------ | -- | -- | -- | -- | --- | --- | --- |
| Blizzard de Joliette     | 36 | 29 | 6  | 1  | 216 | 137 | 59  |
| Dragons de Saint-Laurent | 36 | 20 | 15 | 1  | 168 | 172 | 41  |
| Chiefs de Laval          | 36 | 16 | 14 | 6  | 163 | 171 | 38  |
| Royaux de Sorel          | 36 | 16 | 17 | 3  | 163 | 202 | 35  |
| Rapides de Lachute       | 36 | 17 | 19 | 0  | 180 | 194 | 34  |

### Classements des meilleurs pointeurs
| Joueur               | Équipe     | PJ | B  | A  | Pts | Pun |
| -------------------- | ---------- | -- | -- | -- | --- | --- |
| Denis Paul           | Joliette   | 34 | 28 | 59 | 87  | 29  |
| Marco Lemay          | Granby     | 36 | 15 | 63 | 78  | 93  |
| Hugues Laliberté     | Acton Vale | 36 | 31 | 46 | 77  | 30  |
| Jean Bourgeois       | Joliette   | 35 | 26 | 45 | 71  | 37  |
| Christian Desrochers | Granby     | 35 | 24 | 43 | 67  | 47  |
| Frédéric Vermette    | St-Georges | 36 | 33 | 31 | 64  | 81  |
| Mario DeBenedictis   | St-Laurent | 34 | 23 | 41 | 64  | 16  |
| Martin Duval         | Granby     | 32 | 20 | 44 | 64  | 84  |
| Richard Gravel       | Asbestos   | 36 | 31 | 33 | 64  | 18  |
| André Alie           | Asbestos   | 36 | 24 | 39 | 63  | 24  |

## Séries éliminatoires
Les séries se jouent au meilleur des sept matchs, quatre victoires sont nécessaires pour être qualifiées.

### Demi-finale de division
- St-Georges 4-0 Jonquière
- Thetford Mines 4-1 Pont-Rouge
- Acton Vale 4-0 Windsor
- Granby 4-3 Asbestos
- Joliette 4-1 Sorel
- St-Laurent 3-4 Laval

### Finale de division
- Saint-Georges 4-1 Thetford Mines
- Acton Vale 4-3 Granby
- Joliette 4-0 Laval

Joliette accède directement à la finale.

### Demi-finale
- Saint-Georges 4-0 Acton Vale

### Finale
- Joliette 4-2 St-Georges

### Classements des meilleurs pointeurs des séries
| Joueur            | Équipe     | PJ | B  | A  | Pts | Pun |
| ----------------- | ---------- | -- | -- | -- | --- | --- |
| Hugues Laliberté  | Acton Vale | 15 | 11 | 21 | 32  | 45  |
| Martin Duval      | Granby     | 14 | 16 | 16 | 32  | 30  |
| Denis Paul        | Joliette   | 14 | 11 | 19 | 30  | 22  |
| Richard Pion      | Joliette   | 15 | 10 | 20 | 30  | 32  |
| Francis Lapointe  | St-Georges | 19 | 12 | 17 | 29  | 20  |
| Frédéric Vermette | St-Georges | 18 | 14 | 15 | 29  | 36  |
| Marco Lemay       | Granby     | 14 | 6  | 23 | 29  | 42  |
| André Côté        | St-Georges | 19 | 7  | 19 | 26  | 10  |
| Éric Meloche      | Acton Vale | 15 | 6  | 18 | 24  | 58  |
| Martin Robitaille | St-Georges | 19 | 8  | 15 | 23  | 8   |

## Trophées et honneurs
Cette section présente l'ensemble des trophées remis aux joueurs et personnalités de la ligue pour la saison.
| Trophée                                                          | Joueur                                                |
| ---------------------------------------------------------------- | ----------------------------------------------------- |
| Trophée Claude Larose Joueur le plus utile à son équipe          | Denis Paul (Joliette)                                 |
| Trophée Éric Messier Meilleur défenseur                          | François Paquette (Acton Vale)                        |
| Trophée Guy Lafleur Meilleur pointeur                            | Denis Paul (Joliette)                                 |
| Trophée Maurice Richard Meilleur buteur                          | Frédéric Vermette (St-Georges)                        |
| Trophée Serge Léveillée (entraîneur) Meilleur entraîneur         | Francis Breault (Acton Vale)                          |
| Trophée des médias Joueur le plus utile des séries éliminatoires | Michel Caron (Joliette)                               |
| Trophée du meilleur duo de gardien de but                        | Jean-François Dorais et Sylvain Lauzière (Acton Vale) |
| Trophée de la recrue                                             | Mario DeBenedictis (St-Laurent)                       |

| Trophée                                                                   | Équipe                  |
| ------------------------------------------------------------------------- | ----------------------- |
| Coupe du Commissaire Équipe de la saison régulière avec le plus de points | Blizzard de Joliette    |
| Trophée Mario Deguise Champion de l'Ouest                                 | Blizzard de Joliette    |
| Trophée Serge Léveillée Champion de l'Est                                 | Garaga de Saint-Georges |
| Trophée de la Division Centrale Champion de la Division Centrale          | Nova d'Acton Vale       |
| Trophée Gilles Lefebvre Meilleure organisation de la ligue                | Garaga de Saint-Georges |
| Coupe Futura Vainqueur des séries                                         | Blizzard de Joliette    |